# Ernst von Harnack
Ernst Wolf Alexander Oskar Harnack (15 de julio de 1888 - 5 de marzo de 1945), con el título de von Harnack desde 1914, fue un funcionario del gobierno provincial prusiano, político alemán, y combatiente de la resistencia alemana. Fue arrestado, juzgado y ejecutado en marzo de 1945 en la prisión de Plötzensee por oposición política al Partido Nazi.

## Familia
Harnack nació en Marburgo como el hijo del teólogo Adolf von Harnack (1851-1930) y de Amalie Thiersch (1858-1937), la nieta del químico Justus von Liebig. El 25 de marzo de 1916, en Hindenburg (Alta Silesia), se casó con Ana (Änne) Wiggert (5 de octubre de 1894, Göttelborn, distrito de Ottweiler, Saarland - 22 de agosto de 1960, Berlín), hija del oficial prusiano Ernst Wiggert y de Elisabeth Schmidt. Tuvieron dos hijos varones y tres hijas.

## Biografía

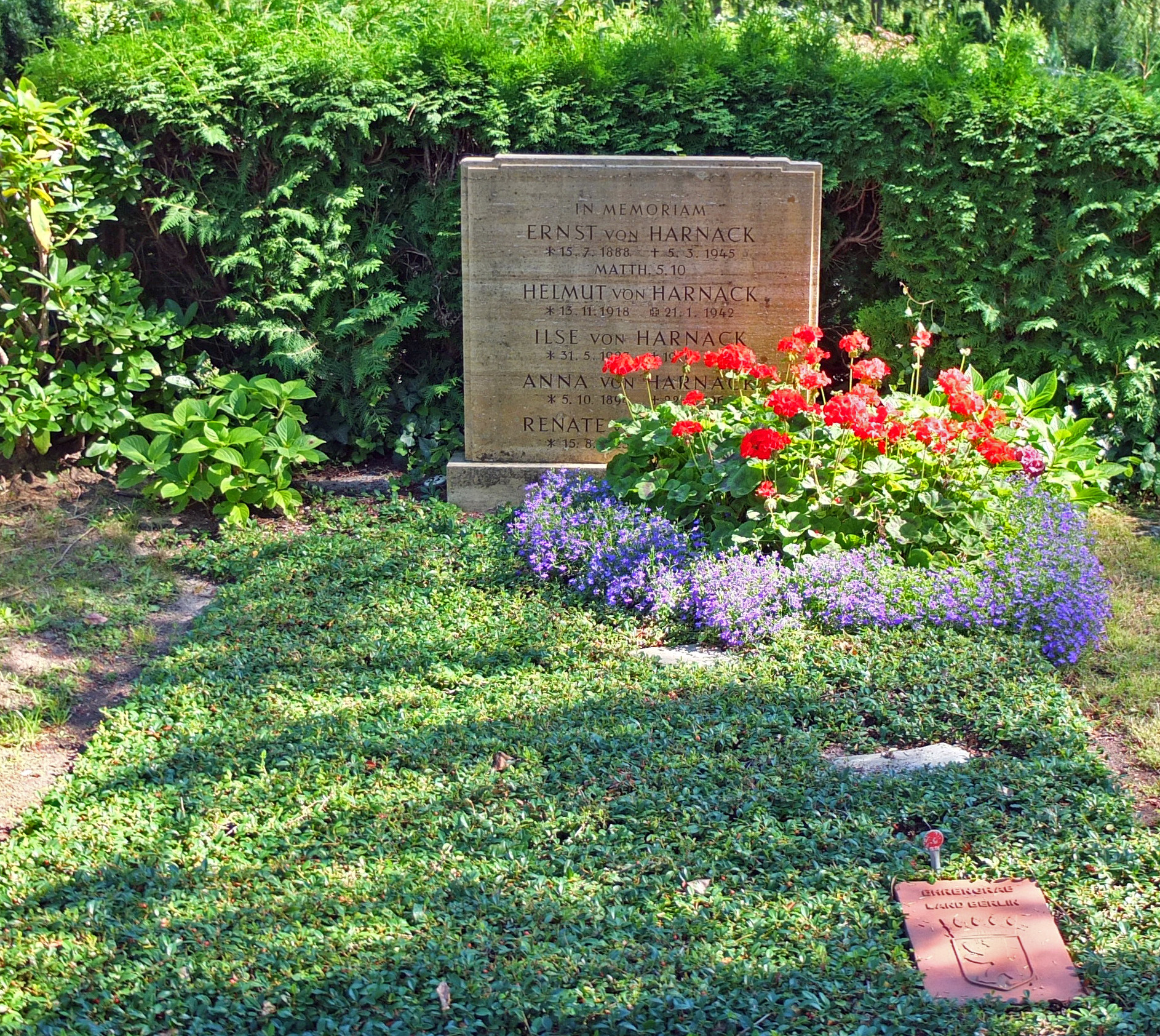
Tumba de la familia Harnack en el cementerio de Zehlendorf en Berlín.

Después de un año de instrucción privada, Harnack asistió al Gymnasium Joachimsthalsches en Berlín, donde realizó el Abitur en 1907. Después estudió Derecho en la Universidad de Marburgo y después en Berlín. El 6 de mayo de 1911, realizó su examen de abogado e inició después su trabajo en la Corte de magistrados en el Lichterfelde de Berlín. Entre el 1 de octubre de 1911 y el 30 de septiembre de 1912, pasó un año haciendo el servicio militar como voluntario. Entre el 2 de agosto de 1914 y el 15 de mayo de 1915 sirvió en la Primera Guerra Mundial y estuvo activo con la administración civil en la Polonia del Congreso. Empezó su carrera de funcionario el 8 de marzo de 1918 como abogado júnior gubernamental en Oppeln. El 29 de junio de 1918, fue nombrado servidor civil (Regierungsassessor) en el Ministerio de Ciencia, Arte y Educación Nacional. Fue promovido el 24 de enero de 1921 a Regierungsrat. Entre el 15 de agosto de 1921 y el 9 de noviembre de 1923 y entre el 1 de junio de 1924 y el 31 de mayo de 1925 fue Landrat en Hersfeld-Rotenburg, siendo nombrado como Landrat en Uecker-Randow en el periodo intermedio. El 1 de junio de 1925 fue nombrado vicejefe del gobierno regional (Regierungsvizepräsident) en Hannover. Fue transferido el 1 de abril de 1927 al mismo puesto en Colonia. El 8 de agosto de 1929, empezó como el jefe del gobierno provincial (Regierungspräsident) en Merseburgo.
Harnack fue despedido del servicio en el gobierno después del llamado Preußenschlag por el Reichskanzler (Canciller) Franz von Papen el 20 de julio de 1932. El 27 de noviembre de 1921 fue elegido para el comité ejecutivo del Kirchenpartei llamado Bund religiöser Sozialisten (Federación de Religiosos Socialistas). Harnack fue arrestado en 1933, después de intentar determinar los asesinos del anterior Primer Ministro de Mecklenburg-Schwerin y político del SPD Johannes Stelling, asesinado durante la llamada Noche de los cuchillos largos. En cooperación con Willi Wohlberedt, creó una ficha de registro para las tumbas de Berlín.
Acusado de participar en el complot del 20 de julio en 1944, fue ejecutado en marzo de 1945 en la prisión de Plötzensee y enterrado en una tumba sin nombre. Su nombre aparece en una lápida familiar en Berlín.